# Distretto di Ammari
Il distretto di Ammari è un distretto della provincia di Tissemsilt, in Algeria.

## Comuni
Il distretto di Ammari comprende 3 comuni:
- Ammari
- Maacem
- Sidi Abed